# Граве, Леонид Григорьевич
Леонид Григорьевич Граве (18 [30] ноября 1839, Елатьма, Тамбовская губерния — 12 [24] января 1891, Нижний Новгород) — русский поэт и переводчик; юрист по образованию.

## Биография
Родился в дворянской семье 18 (30) ноября 1839 года в Елатьме Тамбовской губернии. В начале 1850-х годов семья переехала в Нижний Новгород, где Леонид Граве провёл большую часть своей жизни.
Получил традиционное домашнее образование. Изучил несколько иностранных языков, обладал обширными познаниями в области истории и литературы. В 1858 году поступил на юридический факультет Казанского университета, но через три года за участие в студенческой акции протеста был исключëн из него.
Возвратившись в Нижний Новгород, работал писцом в Нижегородской казённой палате, затем личным секретарём предводителя дворянства Нижегородского уезда декабриста И. А. Анненкова и секретарëм Нижегородской уездной земской управы. В 1873 году оставил службу в земстве. До конца жизни успешно занимался частной юридической практикой, был частным поверенным (присяжным поверенным никогда не был), и оказывал юридические услуги некоторым промышленным компаниям Нижегородской губернии.
Скончался вечером 12 (24) января 1891 года. Средств на его похороны в это время у семьи поэта не было. Помощь оказали друзья и коллеги. Был похоронен на Казанском кладбище при Нижегородском Крестовоздвиженском монастыре. (захоронение, как и кладбище, не сохранилось).
Сын — Григорий (1872—1957), известный зоолог.

## Творчество
С детских лет Граве увлекался поэзией. В 1859 году в Москве на заседании Общества любителей российской словесности с участием А. Хомякова, К. Аксакова, С. Шевырева, А. Островского и других двадцатилетний юноша зачитал своё оригинальное стихотворение «Голландские плотины» — одно из самых сильных и ярких произведений Граве, прославляющее борьбу человека с морской стихией. Присутствующие отметили «дарование, подающее надежды на дальнейшее развитие».
Стихи и переводы поэзии Граве публиковались в газетах и журналах, в частности, в «Отечественных Записках», «Деле», «Слове», «Будильнике», «Московском Листке», «Гусляре» и др.
Граве в начале своего творчества писал политические и сатирические стихи, бытовавшие в списках и в устной передаче. Максим Горький отзывался о Граве: 

«…Талантливый был поэт, едкий, хорошие политические стихи писал»
.
Для лирики поэта характерны настроения безысходности, тоски о былом, мотивы неизбежности страдания и ранней смерти — в ключе поэзии надломленного поколения 1880-х гг. Социальные темы в его творчестве, отмеченные Горьким, с годами сменяются на сугубо интимно-лирические мотивы печали, страданий, разочарований. Отсюда в поэзии Граве возникают мрачные, пессимистические образы, ноты уныния: «Льется печальная песня земли», «Конец всему — за мною мрак лежит» и т. п.
Автор слов популярного романса «Ночь светла. Над рекой ярко блещет луна…», авторство которого приписано другому лицу.
После 1884 г. — сотрудник ярмарочного листка «Нижегородская почта», издаваемого в период проведения ярмарки, печатал стихи и песни в духе городской романсной лирики («Прошла любовь — увяли розы», «Ты веришь в жизнь, но в мире все лукаво» и т. п.).
Занимался переводами с итальянского, в частности, Джакомо Леопарди.
Через год после смерти поэта вышел его сборник «Стихотворения» (М., 1892).